# Cserehát
Cserehát är kullar i Ungern.   De ligger i provinsen Borsod-Abaúj-Zemplén, i den norra delen av landet, 160 km nordost om huvudstaden Budapest.